# カバまるI
『カバまるⅠ』（カバまるワン）は、1992年9月にSANKYOが発売した、センター役物の中に大きく口を開けたカバが配置されているパチンコ機のシリーズ名。
『カバまるⅠ』の1機種がある。

## 概要
貯留型の羽根モノタイプ。役物の構造は『ローリングマシン』（1988年8月）に近い内容となっている。役物内のカバの首がぐるぐると回るのが特徴である。
始動チャッカー入賞で、カバの頭が左右に揺れる。奥に回って口の中から出てきた玉は左右に降り落とされやすい。2チャッカー入賞時はカバの頭が左右に揺れたあと、しばらくの間停止するため、V入賞チャンスが大きくなる。

## スペック
- カバまるⅠ
  - 賞球数 6&13
  - 最大貯留 4個（10カウント）

## 演出
V入賞後は、カバまるの頭は左右に揺れ続け、ハズレ3カウントか15回開閉後、180度回転し逆さまになって停止する。上顎の部分は歯の後ろ左右に2個ずつ貯留できるスペースがある。
カバまるの口の中には最大4個の玉を貯留できる。10カウント後か18回開閉後に貯留は解除される。

## サウンドトラック
- 『ザ・パチンコ・ミュージックフロム三共 3』 キングレコード、1998年8月21日。KICA-1216。
  - BGMが収録されている。